# Tribunale di omertà
Il tribunale di omertà sarebbe un organo giudizionario in seno a ogni locale (struttura territoriale) della 'ndrangheta, organizzazione criminale di stampo mafioso calabrese.
Secondo l'ex capo-locale di Castrovillari, ora pentito Antonio Di Dieco il tribunale di omertà è composta in ogni locale dal caposocietà/capolocale da una persona "favorevole" , a difesa dell'imputato e uno "sfavorevole", contro l'imputato e iconicamente nel luogo in cui avviene il giudizio c'è una bacinella con dentro il santino di San Michele Arcangelo.
Il 4 luglio 2017 si conclude l'operazione mandamento ionico che ha permesso anche di descrivere i ruoli e il funzionamento di un tribunale di 'ndrangheta tra cui il fatto che la Provincia possa chiudere un locale come primo passo per far riappacificare le componenti in conflitto.

## Colpe
La classificazione delle colpe:
- Trascuranza[6]:  La trascuranza è una colpa lieve, quando una persona non ha fatto abbastanza attenzione. La trascuranza può determinare un processo, che delibera un'assoluzione.
- Sbaglio: la condanna per uno sbaglio è sempre la morte[5].
- Tragedia: succede quando un affiliato dice falsità all'interno dell'organizzazione per trarre profitto personale[7].
- Macchia d'onore: è un comportamento indegno di un affiliato o di un suo parente[5].
- Infamità: è una colpa gravissima dell'affiliato che tradisce[5].